# The Singles 81→85
The Singles 81→85 ist das erste Kompilationsalbum von Depeche Mode und wurde 1985 veröffentlicht. Im Rahmen der Veröffentlichung ihrer zweiten Kompilation The Singles 86>98 wurde die Kompilation 1998 als remasterte Version unter dem Namen The Singles 81>85 mit zwei Bonussongs wiederveröffentlicht.

## Titelliste
1. Dreaming of Me – 3:45
2. New Life – 3:43
3. Just Can’t Get Enough – 3:40
4. See You – 3:55
5. The Meaning of Love – 3:04 A
6. Leave in Silence – 4:02
7. Get the Balance Right! – 3:14
8. Everything Counts – 3:59
9. Love, in Itself – 4:00
10. People Are People – 3:45
11. Master and Servant – 3:49
12. Blasphemous Rumours – 5:08
13. Somebody – 4:22 A
14. Shake the Disease – 4:50 B
15. It’s Called a Heart – 3:52 B
16. Photographic (Some Bizarre Version) – 3:13 C
17. Just Can’t Get Enough (Schizo Mix) – 6:44 C

## Rezensionen
| Professionelle Bewertungen | Professionelle Bewertungen |
| -------------------------- | -------------------------- |
| Kritiken                   |                            |
| Quelle                     | Bewertung                  |
| Allmusic                   | [ 2 ]                      |

Ned Raggett von Allmusic bewertete die Kompilation positiv:

„As an introduction to Depeche’s brilliant knack for catchy tunes evolving over time into a more challenging but no less popular collection of songs, at once defining and expanding the boundaries of synth pop, look no further.“

## Kommerzieller Erfolg
In die deutschen Albumcharts stieg die Kompilation am 4. November 1985 auf Platz 28 ein. In der folgenden Chartwoche kletterte The Singles 81→85 auf Platz 9, was die Höchstposition für dieses Album in den deutschen Albumcharts darstellt. 16 Wochen platzierte sich das Album in den Charts. Im Zuge der Wiederveröffentlichung 1998 stieg das Album am 9. November 1998 erneut in die deutschen Albumcharts ein und konnte sich nochmals 20 Chartwochen platzieren. Letztmals gelang der Wiedereinstieg am 1. April 2001 für zwei Wochen. Für über 250.000 verkaufte Exemplare in Deutschland wurde für die Kompilation vom Bundesverband Musikindustrie 1990 eine Goldene Schallplatte vergeben. In die Schweizer Hitparade gelang der Einstieg am 10. November 1985 auf Platz 14, das Album verbrachte acht Wochen in diesen Charts.
In die britischen Albumcharts stieg The Singles 81→85 am 26. Oktober 1985 auf Platz 8 ein, eine Woche später wurde mit Platz 6 die beste Platzierung erreicht. Das Album konnte sich vorerst 17 Wochen in den Charts halten, bereits 1986 erfolgte dreimal der Wiedereinstieg für insgesamt fünf Wochen. Im Zuge der Veröffentlichung der remasterten Version 1998 erreichte das Album auch in Großbritannien nochmals für zwei Wochen Platzierungen in den Albumcharts. Der letzte Wiedereinstieg in die britischen Albumcharts gelang am 15. Mai 2004 für zwei Wochen. Für über 100.000 verkaufte Exemplare wurde das Album von der British Phonographic Industry 1985 mit Gold ausgezeichnet. Eine Platzierung in den US-amerikanischen Billboard 200 konnte The Singles 81→85 erst im Zuge der Wiederveröffentlichung erreichen. 1999 war die Kompilation für drei Wochen in den Albumcharts platziert.

## Chartplatzierungen
| ChartsChartplatzierungen       | Höchstplatzierung | Wochen |
| ------------------------------ | ----------------- | ------ |
| Deutschland (GfK)              | 9 (38 Wo.)        | 38     |
| Schweiz (IFPI)                 | 14 (8 Wo.)        | 8      |
| Vereinigtes Königreich (OCC)   | 6 (22 Wo.)        | 22     |
| Vereinigte Staaten (Billboard) | 114 (3 Wo.)       | 3      |

## Auszeichnungen für Musikverkäufe
| Land/Region                  | Auszeichnungen für Musikverkäufe (Land/Region, Auszeichnung, Verkäufe) | Verkäufe |
| ---------------------------- | ---------------------------------------------------------------------- | -------- |
| Deutschland (BVMI)           | Gold                                                                   | 250.000  |
| Vereinigtes Königreich (BPI) | Gold                                                                   | 100.000  |
| Insgesamt                    | 2× Gold ·                                                              | 350.000  |

Hauptartikel: Depeche Mode/Auszeichnungen für Musikverkäufe